# Antonio Pérez González
Antonio Pérez González, también conocido como Toni Pérez (Oviedo, 7 de junio de 1990) es un jugador de hockey sobre patines español. Juega en la posición de delantero. Actualmente es jugador del Sporting Clube de Portugal (2019).

## Trayectoria
Toni Pérez comenzó la práctica del hockey sobre patines en su ciudad natal, Oviedo. Con dieciséis años consiguió el ascenso como campeón de Primera División a la OK Liga y el subcampeonato de la Copa del Príncipe con el Esfer Oviedo. Tras su marcha al H.C. Liceo consiguió el campeonato de España júnior y el ascenso como campeón de la Primera División con el equipo "B", el Liceo Cerceda, a la OK Liga en la temporada 2008-09. Durante la temporada 2009-10 jugó en el Club Patín Cerceda (club creado a raíz del ascenso del Liceo Cerceda), donde fue el máximo goleador de la máxima categoría del hockey sobres patines español con 43 goles empatado con el delantero liceísta Pablo Álvarez, a pesar de eso no pudo evitar el descenso del club gallego. Tras el descenso del club cercedense firmó por el PAS Alcoy, club con el cual debutó en una competición europea a nivel de clubes, la Copa CERS, en el club alicantino fue el máximo goleador. Finalizada su temporada 2010-11, el Liceo lo repescó para sustituir la baja del delantero argentino Pablo Álvarez.

## Equipos
- Oviedo Roller
- Esfer Oviedo
- H.C. Liceo
- Club Patín Cerceda: 2009-10
- PAS Alcoy: 2010-11
- H.C. Liceo: 2011-2017
- Sporting Clube de Portugal 2017-

## Logros

### Categorías inferiores
- Subcampeón de España juvenil: 2005-06
- Campeonato de España Júnior con el Liceo: 2008-09

### Esfer Oviedo
- Campeón y ascenso a la OK Liga: 2006-07
- Subcampeón de la Copa Príncipe: 2006-07
- 18° copa cocacola

### Liceo Cerceda
- Campeón y ascenso a la OK Liga: 2008-09

### Selección española
- Innumerables

### HC Coinasa Liceo
- 1 Campeón de la Liga Europea 2012
- 1 Copa Continental / Supercopa de Europa: 2012
- 1 Copa Intercontinental 2012
- 1 Copa de OK Liga 2013
- 1 Supercopa de España 2016

### Sporting Club Portugal
- 1 Campeonato Nacional Portugal